# Nemeritis pruni
Nemeritis pruni là một loài tò vò trong họ Ichneumonidae.